# Donkere jota-uil
De donkere jota-uil (Autographa pulchrina) is een nachtvlinder uit de familie Noctuidae (uilen). De voorvleugellengte bedraagt tussen de 17 en 20 millimeter en lijkt sterk op de jota-uil (Autographa jota). De soort komt verspreid over Europa en de Kaukasus voor. Hij overwintert als rups.

## Waardplanten
De donkere jota-uil heeft als waardplanten soorten als brandnetel, kamperfoelie, bosandoorn en jakobskruiskruid.

## Voorkomen in Nederland en België
De donkere jota-uil is in Nederland en België een zeldzame soort, die verspreid over het hele gebied kan worden gezien. De vlinder kent één generatie die vliegt van begin mei tot en met juni. Soms is er een tweede generatie in augustus en september.